# Massakory
Massakory (Arabisch: ماساكوري) is een stad in Tsjaad en de hoofdstad van de provincie Hadjer-Lamis. De plaats telt naar schatting 17.000 inwoners.

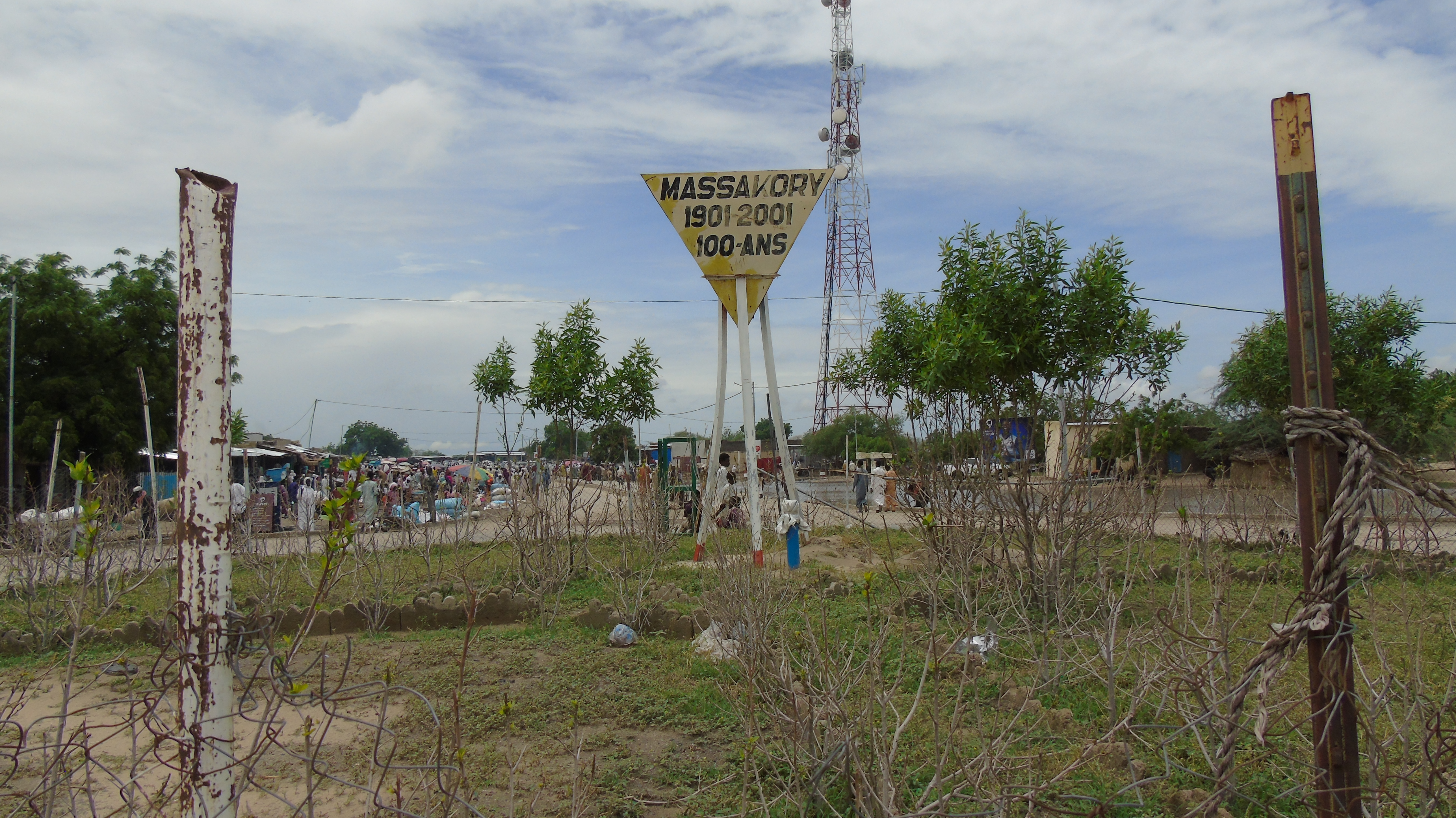
100-jarig bestaan; markt op achtergrond

## Bevolking
Het gebied rond Massakory werd vroeger bestuurd door de sultan van het Sultanaat Ouaddaï. Twee bevolkingsgroepen zijn in dit gebied dominant: de Dagana, nomadische herders, in de steppe en de Kouri Kalé op de oevers en eilanden van het westelijk deel van het Tsjaadmeer.
De Bulala, die nabij Massagory wonen, zijn volgens zeggen van Arabische afkomst. Zij hielpen mee met de vestiging van het Kanem-Bornu Rijk, en later om de koninklijke familie van dat Rijk in de 13e eeuw af te zetten. Later werden ze gedwongen zich naar het gebied rond Yao te verplaatsen waar ze een klein sultanaat vestigden en meer sedentair werden met een agrarische manier van leven.
Franse kolonisten vestigden de post Massakory in het Dagana-territorium in 1901.
In 1925 leverde deze regio 1500 mensen om te werken aan de aanleg van de spoorweg van Congo naar de oceaan. Tijdens het Franse koloniale tijdperk werden de wetten streng gehandhaafd. Van de bevolking van Massakory en omgeving, ongeveer 30.000 mensen in 1932, zat twee procent in de gevangenis.

## Economie

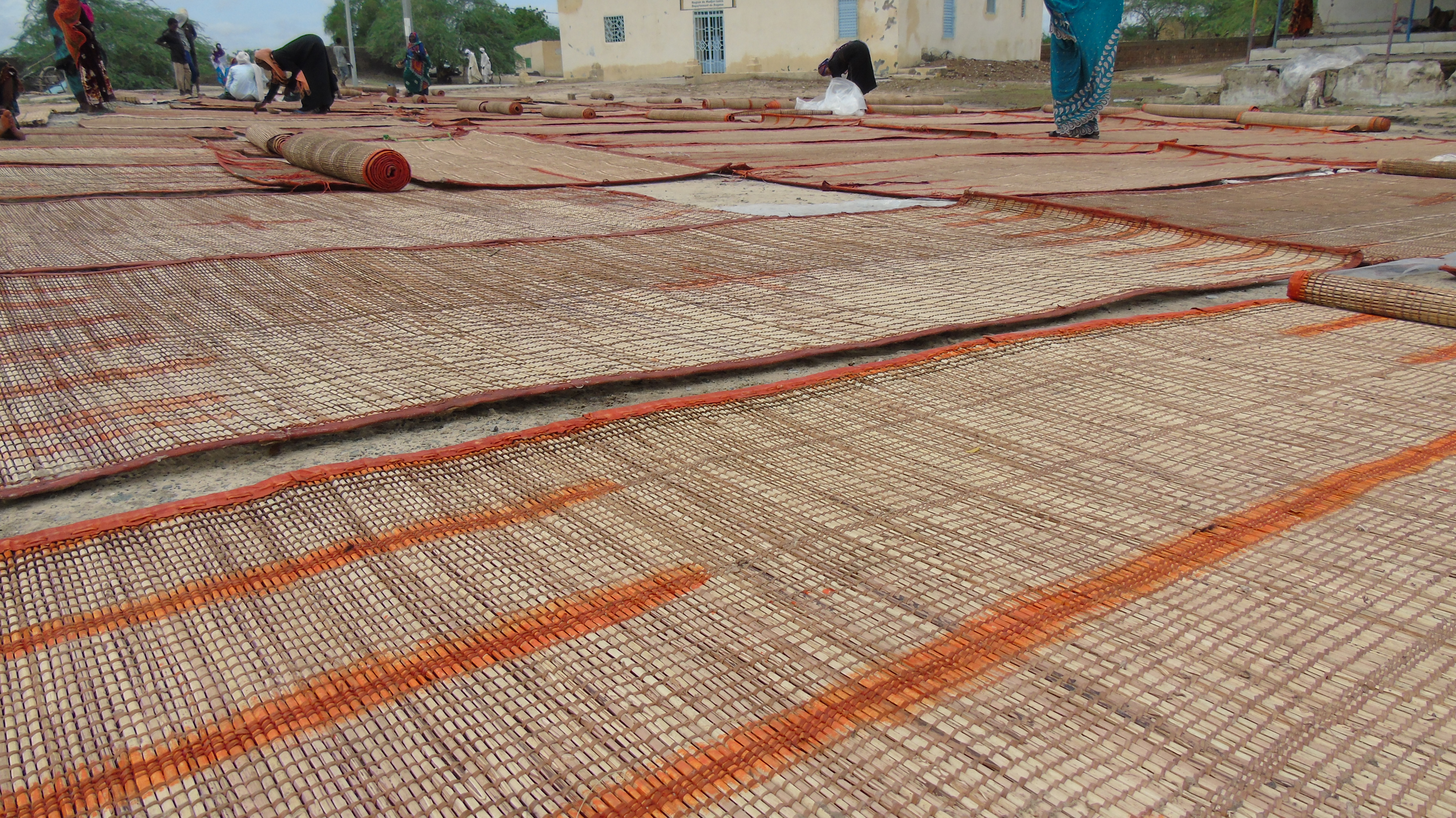
Vloermatten, gemaakt van stro gemengd met dierenhuid, ook gebruikt als slaapmatten of wandbekleding

De bevolking van Massakory bedroeg 11.344 in 1993, en was toegenomen tot 16.237 in 2008.
In de 21e eeuw kwamen er in de stad en regio handelslui vanuit Libië hun waren op markten aanbieden, zoals ook in de andere steppe- en woestijngebieden van noordelijk Tsjaad. Vanuit Massakory en omgeving wordt vee (schapen en dromedarissen) te voet geëxporteerd naar Libië.
De vroeger belangrijke veemarkt is geleidelijk in betekenis afgenomen door de oprukkende woestijn, het kleiner worden van het Tsjaadmeer en politieke instabiliteit.
De stad ligt aan de verbindingsroute (deels nog in aanleg) van Tsjaad naar Nigeria en Niger, die van N'Djamena naar Bol verloopt.
De weg is onder meer bedoeld om toegang te geven tot een nieuwe olieraffinaderij bij Djermaya ten noorden van de hoofdstad.
Massakory Airport is een klein burgervliegveld met een onverharde baan van 1000 meter lengte.